# Montjovet
 Montjovet egy község Olaszországban, Valle d’Aosta régióban.

## Elhelyezkedése

Montjovet község Valle d'Aosta térképén

A vele szomszédos települések: Challand-Saint-Victor, Champdepraz, Châtillon, Emarèse, Saint-Vincent és Verrès. Folyója a Dora Baltea.